# Euonthophagus
Euonthophagus é um género de Scarabaeidae ou escaravelhos na superfamília Scarabaeoidea. É considerado um subgénero de Onthophagus por algumas autoridades.